# Olympische Winterspiele 2022/Teilnehmer (Ukraine)
| Gelbes Symbol für Goldmedaillen mit stilisierten Olympischen Ringen | Graues Symbol für Silbermedaillen mit stilisierten Olympischen Ringen | Braundes Symbol für Bronzemedaillen mit stilisierten Olympischen Ringen |
| ------------------------------------------------------------------- | --------------------------------------------------------------------- | ----------------------------------------------------------------------- |
| —                                                                   | 1                                                                     | —                                                                       |

Die Ukraine nahm an den Olympischen Winterspielen 2022 in Peking mit 46 Athleten, davon 25 Männer und 21 Frauen, in zwölf Sportarten teil. Es war die neunte Teilnahme des Landes an Olympischen Winterspielen.
Die Skirennläuferin Waljanzina Kaminskaja und die Bobfahrerin Lidija Hunko wurden bei Dopingproben jeweils positiv getestet.

## Medaillen

### Medaillenspiegel
| Rang   | Sportart         | Gold | Silber | Bronze | Gesamt |
| ------ | ---------------- | ---- | ------ | ------ | ------ |
| 1      | Freestyle-Skiing | —    | 1      | –      | 1      |
| Gesamt | Gesamt           | 0    | 1      | 0      | 1      |

### Medaillengewinner
| Name/n              | Sportart         | Wettkampf |
| ------------------- | ---------------- | --------- |
| Silber              |                  |           |
| Oleksandr Abramenko | Freestyle-Skiing | Aerials   |

## Teilnehmer nach Sportarten

### Biathlon
| Athleten                                                              | Wettbewerbe         | Zeit         | Fehler          | Rang         |
| --------------------------------------------------------------------- | ------------------- | ------------ | --------------- | ------------ |
| Frauen                                                                |                     |              |                 |              |
| Darija Blaschko                                                       | 15 km Einzel        | DNS          | DNS             | DNS          |
| Julija Dschyma                                                        | 7,5 km Sprint       | 21:51,8 min  | 1 (0+1)         | 8            |
| Julija Dschyma                                                        | 10 km Verfolgung    | 37:36,2 min  | 4 (1+0+1+2)     | 13           |
| Julija Dschyma                                                        | 12,5 km Massenstart | 41:43,7 min  | 3 (1+0+2+0)     | 7            |
| Julija Dschyma                                                        | 15 km Einzel        | 45:34,4 min  | 2 (0+1+0+1)     | 10           |
| Anastassija Merkuschyna                                               | 7,5 km Sprint       | 22:31,6 min  | 1 (1+0)         | 24           |
| Anastassija Merkuschyna                                               | 10 km Verfolgung    | 38:37,2 min  | 2 (1+0+0+1)     | 25           |
| Iryna Petrenko                                                        | 7,5 km Sprint       | 23:11,7 min  | 2 (2+0)         | 40           |
| Iryna Petrenko                                                        | 10 km Verfolgung    | 43:03,7 min  | 4 (1+1+2+0)     | 55           |
| Iryna Petrenko                                                        | 15 km Einzel        | 45:42,2 min  | 0 (0+0+0+0)     | 11           |
| Walentyna Semerenko                                                   | 15 km Einzel        | DNF          | DNF             | DNF          |
| Olena Bilossjuk Julija Dschyma Anastassija Merkuschyna Iryna Petrenko | 4 × 6-km-Staffel    | 1:14:04,1 h  | 1+6 (1+3 0+3)   | 7            |
| Männer                                                                |                     |              |                 |              |
| Anton Dudtschenko                                                     | 10 km Sprint        | 26:51,6 min  | 2 (2+0)         | 60           |
| Anton Dudtschenko                                                     | 12,5 km Verfolgung  | 43:36,5 min  | 3 (2+0+1+0)     | 23           |
| Anton Dudtschenko                                                     | 20 km Einzel        | 54:54,9 min  | 4 (1+0+1+2)     | 50           |
| Dmytro Pidrutschnyj                                                   | 10 km Sprint        | 25:19,0 min  | 1 (0+1)         | 13           |
| Dmytro Pidrutschnyj                                                   | 12,5 km Verfolgung  | 42:45,9 min  | 5 (1+2+2+0)     | 13           |
| Dmytro Pidrutschnyj                                                   | 15 km Massenstart   | 42:16,2 min  | 7 (0+3+2+2)     | 24           |
| Dmytro Pidrutschnyj                                                   | 20 km Einzel        | 51:49,3 min  | 3 (0+1+1+1)     | 18           |
| Artem Pryma                                                           | 10 km Sprint        | 25:19,8 min  | 1 (0+1)         | 15           |
| Artem Pryma                                                           | 12,5 km Verfolgung  | 42:59,8 min  | 6 (2+2+2+0)     | 18           |
| Artem Pryma                                                           | 15 km Massenstart   | 43:12,6 min  | 7 (2+1+3+1)     | 28           |
| Artem Pryma                                                           | 20 km Einzel        | 53:36,2 min  | 4 (1+2+0+1)     | 37           |
| Artem Tyschtschenko                                                   | ohne Einsatz        | ohne Einsatz | ohne Einsatz    | ohne Einsatz |
| Bohdan Zymbal                                                         | 10 km Sprint        | 26:59,0 min  | 3 (3+0)         | 66           |
| Bohdan Zymbal                                                         | 20 km Einzel        | 55:19,0 min  | 4 (3+0+1+0)     | 55           |
| Bohdan Zymbal Artem Pryma Anton Dudtschenko Dmytro Pidrutschnyj       | 4 × 7,5-km-Staffel  | 1:23:31,5 h  | 4+12 (0+2 4+10) | 9            |
| Mixed                                                                 |                     |              |                 |              |
| Walentyna Semerenko Julija Dschyma Artem Pryma Dmytro Pidrutschnyj    | 4 × 6-km-Staffel    | 1:10:21,7 h  | 4+15 (3+9 1+6)  | 13           |

Durch die Ausfälle von Bilossjuk, Blaschko und Semerenko gingen im Sprint nur drei Athletinnen an den Start, wovon Merkuschyna eigentlich nur Ersatzstarterin war.

### Bob
| Athleten     | Wettbewerb | Lauf 1      | Lauf 1 | Lauf 2      | Lauf 2 | Lauf 3      | Lauf 3 | Lauf 4      | Lauf 4 | Gesamt      | Gesamt |
| Athleten     | Wettbewerb | Zeit        | Rang   | Zeit        | Rang   | Zeit        | Rang   | Zeit        | Rang   | Zeit        | Rang   |
| ------------ | ---------- | ----------- | ------ | ----------- | ------ | ----------- | ------ | ----------- | ------ | ----------- | ------ |
| Frauen       |            |             |        |             |        |             |        |             |        |             |        |
| Lidija Hunko | Monobob    | 1:06,34 min | 18     | 1:07,84 min | 20     | 1:07,47 min | 20     | 1:07,45 min | 19     | 4:29,10 min | 20     |

### Eiskunstlauf
| Athleten | Wettbewerbe    | Kurzprogramm | Kurzprogramm | Kür           | Kür           | Gesamt | Gesamt |
| Athleten | Wettbewerbe    | Punkte       | Rang         | Punkte        | Rang          | Punkte | Rang   |
| --- | -------------- | ------------ | ------------ | ------------- | ------------- | ------ | ------ |
| Frauen |                |              |              |               |               |        |        |
| Anastassija Schabotowa                                                                                            | Einzel         | 48,68        | 30           | ausgeschieden | ausgeschieden | 48,68  | 30     |
| Männer |                |              |              |               |               |        |        |
| Iwan Schmuratko                                                                                                   | Einzel         | 78,11        | 22           | 127,65        | 24            | 205,76 | 24     |
| Mixed |                |              |              |               |               |        |        |
| Oleksandra Nasarowa Maksym Nikitin                                                                                | Eistanz        | 65,53        | 20           | 97,34         | 18            | 162,87 | 20     |
| Iwan Schmuratko Anastassija Schabotowa Sofija Holitschenko / Artem Darenskyj Oleksandra Nasarowa / Maksym Nikitin | Teamwettbewerb | 8            | 10           | ausgeschieden | ausgeschieden | 8      | 10     |

### Freestyle-Skiing
| Athleten             | Wettbewerbe | Qualifikation | Qualifikation | Qualifikation | Qualifikation | Finale        | Finale        | Finale        | Finale        | Rang   |
| Athleten             | Wettbewerbe | Runde 1       | Runde 1       | Runde 2       | Runde 2       | Runde 1       | Runde 1       | Runde 2       | Runde 2       | Rang   |
| Athleten             | Wettbewerbe | Punkte        | Rang          | Punkte        | Rang          | Punkte        | Rang          | Punkte        | Rang          | Rang   |
| -------------------- | ----------- | ------------- | ------------- | ------------- | ------------- | ------------- | ------------- | ------------- | ------------- | ------ |
| Frauen               |             |               |               |               |               |               |               |               |               |        |
| Anastassija Nowossad | Aerials     | DNS           | DNS           | DNS           | DNS           | DNS           | DNS           | DNS           | DNS           | DNS    |
| Olha Poljuk          | Aerials     | 68,76         | 20            | 68,76         | 16            | ausgeschieden | ausgeschieden | ausgeschieden | ausgeschieden | 22     |
| Männer               |             |               |               |               |               |               |               |               |               |        |
| Oleksandr Abramenko  | Aerials     | 120,36        | 5             | —             | —             | 123,53        | 5             | 116,50        | 2             | Silber |
| Dmytro Kotowskyj     | Aerials     | 73,89         | 24            | 114,03        | 9             | ausgeschieden | ausgeschieden | ausgeschieden | ausgeschieden | 15     |
| Oleksandr Okipnjuk   | Aerials     | 92,76         | 22            | 125,00        | 1             | 122,01        | 9             | ausgeschieden | ausgeschieden | 9      |

### Nordische Kombination
| Athleten           | Wettbewerb                               | Skispringen | Skispringen | Skispringen | Langlauf    | Langlauf | Rang |
| Athleten           | Wettbewerb                               | Weite       | Punkte      | Rang        | Zeit        | Rang     | Rang |
| ------------------ | ---------------------------------------- | ----------- | ----------- | ----------- | ----------- | -------- | ---- |
| Männer             |                                          |             |             |             |             |          |      |
| Dmytro Masurtschuk | Gundersenwettkampf (Normalschanze/10 km) | 87,0 m      | 82,5        | 35          | 30:30,3 min | 36       | 36   |
| Dmytro Masurtschuk | Gundersenwettkampf (Großschanze/10 km)   | 116,0 m     | 83,5        | 33          | 31:20,4 min | 32       | 32   |

### Rennrodeln
| Athlet                                                        | Wettbewerb   | Lauf 1       | Lauf 1 | Lauf 2       | Lauf 2 | Lauf 3   | Lauf 3 | Lauf 4        | Lauf 4        | Gesamt       | Gesamt |
| Athlet                                                        | Wettbewerb   | Zeit         | Rang   | Zeit         | Rang   | Zeit     | Rang   | Zeit          | Rang          | Zeit         | Rang   |
| ------------------------------------------------------------- | ------------ | ------------ | ------ | ------------ | ------ | -------- | ------ | ------------- | ------------- | ------------ | ------ |
| Frauen                                                        |              |              |        |              |        |          |        |               |               |              |        |
| Olena Stezkiw                                                 | Einsitzer    | 59,663 s     | 21     | 59,586 s     | 19     | 59,963 s | 27     | ausgeschieden | ausgeschieden | 2:59,212 min | 22     |
| Julianna Tunyzka                                              | Einsitzer    | 59,690 s     | 22     | 59,844 s     | 23     | 59,571 s | 24     | ausgeschieden | ausgeschieden | 2:59,105 min | 21     |
| Männer                                                        |              |              |        |              |        |          |        |               |               |              |        |
| Anton Dukatsch                                                | Einsitzer    | 58,873 s     | 25     | 58,726 s     | 18     | 58,408 s | 19     | ausgeschieden | ausgeschieden | 2:56,007 min | 22     |
| Andrij Mandsij                                                | Einsitzer    | 1:01,082 s   | 32     | 58,706 s     | 17     | 58,346 s | 17     | ausgeschieden | ausgeschieden | 2:58,134 min | 27     |
| Ihor Stachiw Andrij Lyssezkyj                                 | Doppelsitzer | 59,983 s     | 14     | 1:00,080 min | 15     | —        | —      | —             | —             | 2:00,063 min | 15     |
| Mixed                                                         |              |              |        |              |        |          |        |               |               |              |        |
| Julianna Tunyzka Anton Dukatsch Ihor Stachiw Andrij Lyssezkyj | Teamstaffel  | 3:09,604 min | 11     | —            | —      | —        | —      | —             | —             | 3:09,604 min | 11     |

### Shorttrack
| Athlet         | Wettbewerb | Vorlauf  | Vorlauf | Viertelfinale | Viertelfinale | Halbfinale    | Halbfinale    | Finale A/B    | Finale A/B    | Rang |
| Athlet         | Wettbewerb | Zeit     | Rang    | Zeit          | Rang          | Zeit          | Rang          | Zeit          | Rang          | Rang |
| -------------- | ---------- | -------- | ------- | ------------- | ------------- | ------------- | ------------- | ------------- | ------------- | ---- |
| Frauen         |            |          |         |               |               |               |               |               |               |      |
| Uljana Dubrowa | 1500 m     | —        | —       | 2:26,832 min  | 6             | ausgeschieden | ausgeschieden | ausgeschieden | ausgeschieden | 32   |
| Männer         |            |          |         |               |               |               |               |               |               |      |
| Oleh Handej    | 500 m      | 44,163 s | 4       | ausgeschieden | ausgeschieden | ausgeschieden | ausgeschieden | ausgeschieden | ausgeschieden | 27   |

### Skeleton
| Athlet                  | Wettbewerbe | Lauf 1      | Lauf 1 | Lauf 2      | Lauf 2 | Lauf 3      | Lauf 3 | Lauf 4      | Lauf 4 | Gesamt      | Gesamt |
| Athlet                  | Wettbewerbe | Zeit        | Rang   | Zeit        | Rang   | Zeit        | Rang   | Zeit        | Rang   | Zeit        | Rang   |
| ----------------------- | ----------- | ----------- | ------ | ----------- | ------ | ----------- | ------ | ----------- | ------ | ----------- | ------ |
| Männer                  |             |             |        |             |        |             |        |             |        |             |        |
| Wladyslaw Heraskewytsch | Einzel      | 1:01,63 min | 18     | 1:01,58 min | 16     | 1:01,62 min | 18     | 1:01,45 min | 17     | 4:06,28 min | 18     |

### Ski Alpin
| Athleten                | Wettbewerbe  | 1. Lauf     | 1. Lauf | 2. Lauf       | 2. Lauf       | Gesamt        | Gesamt        |
| Athleten                | Wettbewerbe  | Zeit        | Rang    | Zeit          | Rang          | Zeit          | Rang          |
| ----------------------- | ------------ | ----------- | ------- | ------------- | ------------- | ------------- | ------------- |
| Frauen                  |              |             |         |               |               |               |               |
| Anastassija Schepilenko | Super-G      | —           | —       | —             | —             | 1:19,60 min   | 37            |
| Anastassija Schepilenko | Riesenslalom | 1:05,95 min | 45      | 1:06,38 min   | 40            | 2:12,33 min   | 39            |
| Anastassija Schepilenko | Slalom       | DNF         | DNF     | ausgeschieden | ausgeschieden | ausgeschieden | ausgeschieden |
| Männer                  |              |             |         |               |               |               |               |
| Iwan Kowbasnjuk         | Abfahrt      | —           | —       | —             | —             | 1:48,09 min   | 33            |
| Iwan Kowbasnjuk         | Super-G      | —           | —       | —             | —             | 1:25,56 min   | 32            |
| Iwan Kowbasnjuk         | Kombination  | 1:49,13 min | 21      | 55,30 s       | 14            | 2:44,43 min   | 14            |
| Iwan Kowbasnjuk         | Slalom       | DNF         | DNF     | ausgeschieden | ausgeschieden | ausgeschieden | ausgeschieden |

### Skilanglauf
| Athleten              | Wettbewerbe       | Zeit        | Rang |
| --------------------- | ----------------- | ----------- | ---- |
| Frauen                |                   |             |      |
| Maryna Anzybor        | 10 km Klassisch   | 32:36,5 min | 58   |
| Maryna Anzybor        | 15 km Skiathlon   | 52:54,0 min | 56   |
| Maryna Anzybor        | 30 km Freier Stil | 1:35:31,3 h | 37   |
| Waljanzina Kaminskaja | 10 km Klassisch   | 35:42,7 min | 79   |
| Julija Krol           | 15 km Skiathlon   | 57:04,4 min | 62   |
| Wiktorija Olech       | 10 km Klassisch   | 34:58,1 min | 76   |
| Wiktorija Olech       | 15 km Skiathlon   | 54:55,7 min | 60   |
| Wiktorija Olech       | 30 km Freier Stil | 1:46:22,1 h | 58   |
| Darja Rublowa         | 15 km Skiathlon   | LAP         | 63   |
| Männer                |                   |             |      |
| Oleksij Krassowskyj   | 15 km Klassisch   | 44:59,8 min | 77   |
| Oleksij Krassowskyj   | 30 km Skiathlon   | LAP         | 58   |
| Ruslan Perechoda      | 15 km Klassisch   | 45:05,6 min | 78   |
| Ruslan Perechoda      | 30 km Skiathlon   | LAP         | 64   |

| Athleten                             | Wettbewerbe | Qualifikation | Qualifikation | Viertelfinale | Viertelfinale | Halbfinale    | Halbfinale    | Finale        | Finale        | Rang |
| Athleten                             | Wettbewerbe | Zeit          | Rang          | Zeit          | Rang          | Zeit          | Rang          | Zeit          | Rang          | Rang |
| ------------------------------------ | ----------- | ------------- | ------------- | ------------- | ------------- | ------------- | ------------- | ------------- | ------------- | ---- |
| Frauen                               |             |               |               |               |               |               |               |               |               |      |
| Maryna Anzybor                       | Sprint      | 3:33,80 min   | 54            | ausgeschieden | ausgeschieden | ausgeschieden | ausgeschieden | ausgeschieden | ausgeschieden | 54   |
| Waljanzina Kaminskaja                | Sprint      | 3:44,10 min   | 70            | ausgeschieden | ausgeschieden | ausgeschieden | ausgeschieden | ausgeschieden | ausgeschieden | 70   |
| Wiktorija Olech                      | Sprint      | 3:42,78 min   | 69            | ausgeschieden | ausgeschieden | ausgeschieden | ausgeschieden | ausgeschieden | ausgeschieden | 69   |
| Julija Krol Maryna Anzybor           | Team-Sprint | —             | —             | —             | —             | 25:46,04 min  | 9             | ausgeschieden | ausgeschieden | 18   |
| Männer                               |             |               |               |               |               |               |               |               |               |      |
| Oleksij Krassowskyj                  | Sprint      | 3:05,52 min   | 64            | ausgeschieden | ausgeschieden | ausgeschieden | ausgeschieden | ausgeschieden | ausgeschieden | 64   |
| Ruslan Perechoda                     | Sprint      | 2:59,34 min   | 46            | ausgeschieden | ausgeschieden | ausgeschieden | ausgeschieden | ausgeschieden | ausgeschieden | 46   |
| Oleksij Krassowskyj Ruslan Perechoda | Team-Sprint | —             | —             | —             | —             | 20:48,40 min  | 9             | ausgeschieden | ausgeschieden | 17   |

### Skispringen
| Athleten               | Wettbewerb    | Qualifikation | Qualifikation | Qualifikation | 1. Durchgang  | 1. Durchgang  | 1. Durchgang  | 2. Durchgang  | 2. Durchgang  | 2. Durchgang  | Gesamt | Gesamt |
| Athleten               | Wettbewerb    | Weite         | Punkte        | Rang          | Weite         | Punkte        | Rang          | Weite         | Punkte        | Rang          | Punkte | Rang   |
| ---------------------- | ------------- | ------------- | ------------- | ------------- | ------------- | ------------- | ------------- | ------------- | ------------- | ------------- | ------ | ------ |
| Männer                 |               |               |               |               |               |               |               |               |               |               |        |        |
| Witalij Kalinitschenko | Großschanze   | 118,0 m       | 94,2          | 42            | 122,5 m       | 106,0         | 44            | ausgeschieden | ausgeschieden | ausgeschieden | 106,0  | 44     |
| Anton Kortschuk        | Normalschanze | 67,5 m        | 38,0          | 52            | ausgeschieden | ausgeschieden | ausgeschieden | ausgeschieden | ausgeschieden | ausgeschieden | 38,0   | 52     |
| Anton Kortschuk        | Großschanze   | 82,5 m        | 25,4          | 56            | ausgeschieden | ausgeschieden | ausgeschieden | ausgeschieden | ausgeschieden | ausgeschieden | 25,4   | 56     |
| Jewhen Marussjak       | Normalschanze | 73,0 m        | 49,8          | 48            | 91,5 m        | 97,4          | 47            | ausgeschieden | ausgeschieden | ausgeschieden | 97,4   | 47     |
| Jewhen Marussjak       | Großschanze   | 104,0 m       | 76,0          | 49            | 111,0 m       | 81,6          | 50            | ausgeschieden | ausgeschieden | ausgeschieden | 81,6   | 50     |

### Snowboard
| Athleten          | Wettbewerbe           | Qualifikation | Qualifikation | Achtelfinale  | Achtelfinale  | Viertelfinale | Viertelfinale | Halbfinale    | Halbfinale    | Finale/Platz 3 | Finale/Platz 3 | Rang |
| Athleten          | Wettbewerbe           | Zeit          | Rang          | Gegner        | Zeit          | Gegner        | Zeit          | Gegner        | Zeit          | Gegner         | Zeit           | Rang |
| ----------------- | --------------------- | ------------- | ------------- | ------------- | ------------- | ------------- | ------------- | ------------- | ------------- | -------------- | -------------- | ---- |
| Frauen            |                       |               |               |               |               |               |               |               |               |                |                |      |
| Annamari Dantscha | Parallel-Riesenslalom | 1:37,79 min   | 26            | ausgeschieden | ausgeschieden | ausgeschieden | ausgeschieden | ausgeschieden | ausgeschieden | ausgeschieden  | ausgeschieden  | 26   |